# بورنیتو د سوزا
بورنیتو د سوزا (پرتغالی: Bornito de Sousa؛ زادهٔ ۲۳ ژوئیهٔ ۱۹۵۳ ‏(۷۱ سال)) وکیل، سیاست‌مدار اهل آنگولا است که رسماً به عنوان معاون رئیس جمهور جوئون لوورنسو در ۲۶ سپتامبر ۲۰۱۷ سوگند یاد نمود.